# Марина-ди-Гроссето
Марина-ди-Гроссето (итал. Marina di Grosseto) — фракция коммуны Гроссето в провинции Гроссето в области Тоскана Итальянской Республики. По данным XIV переписи населения Италии 2001 года, численность населения составляла 2052 человека. 

## География

### Географическое положение

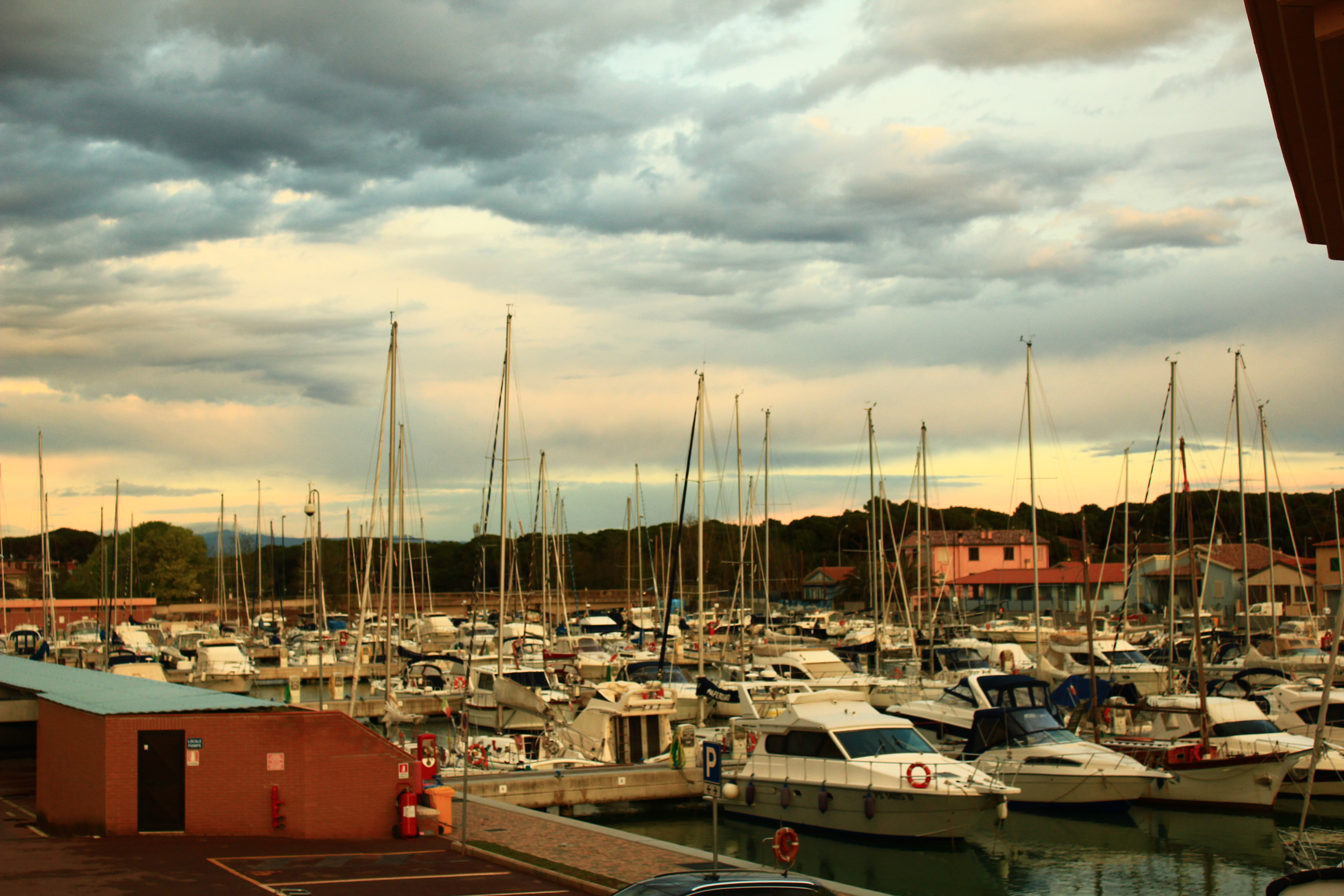
Порт Марина-ди-Гроссето

Находится в географической области Маремма в итальянском регионе Тоскана, на побережье Тирренского моря. Располагается в 13 км к юго-западу от административного центра коммуны — города Гроссето. Высота над уровнем моря — 1 м.

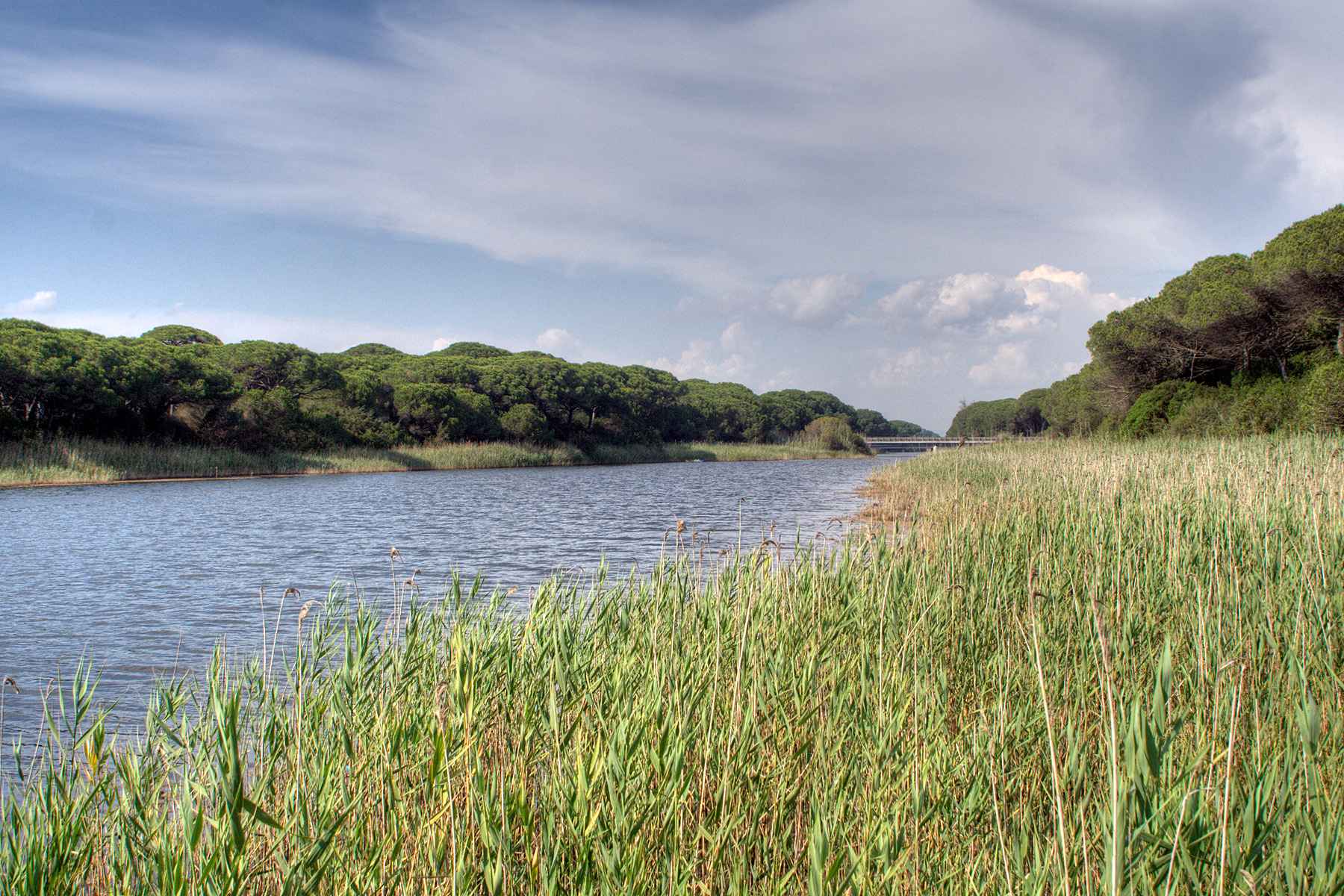
Канал Сан-Леопольдо

С севера вдоль селения проходит  Канал Сан-Леопольдо.

### Климат
По Классификации климатов Кёппена, климат селения определяется как Csa — Средиземноморский климат. Температура здесь в среднем 16 °C. Среднегодовая норма осадков — 749 мм.

## Достопримечательности

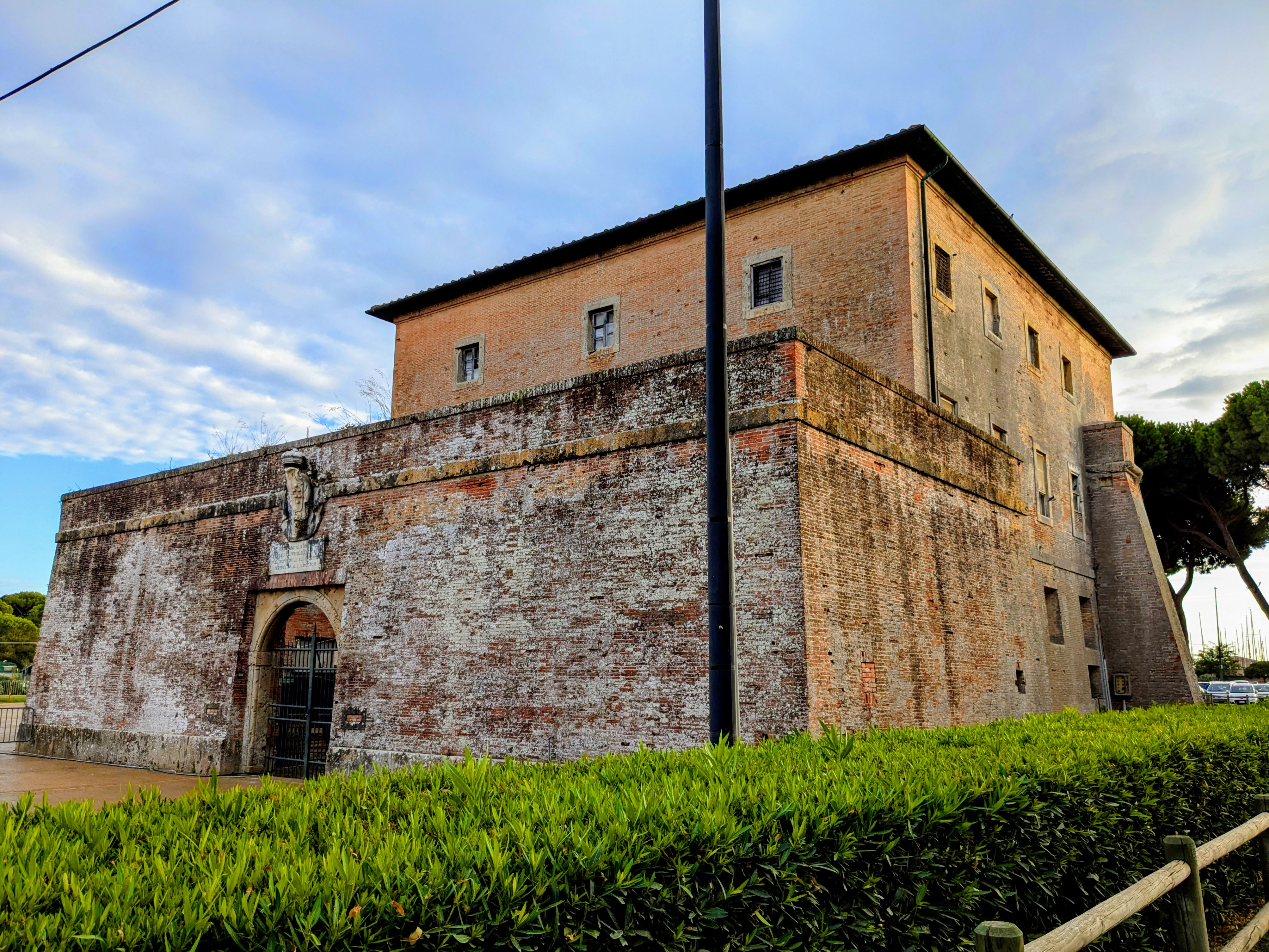
Крепость Форте-ди-Сан-Рокко

В городе находится Форте-ди-Сан-Рокко — крепость конца XVIII века.

## Религия

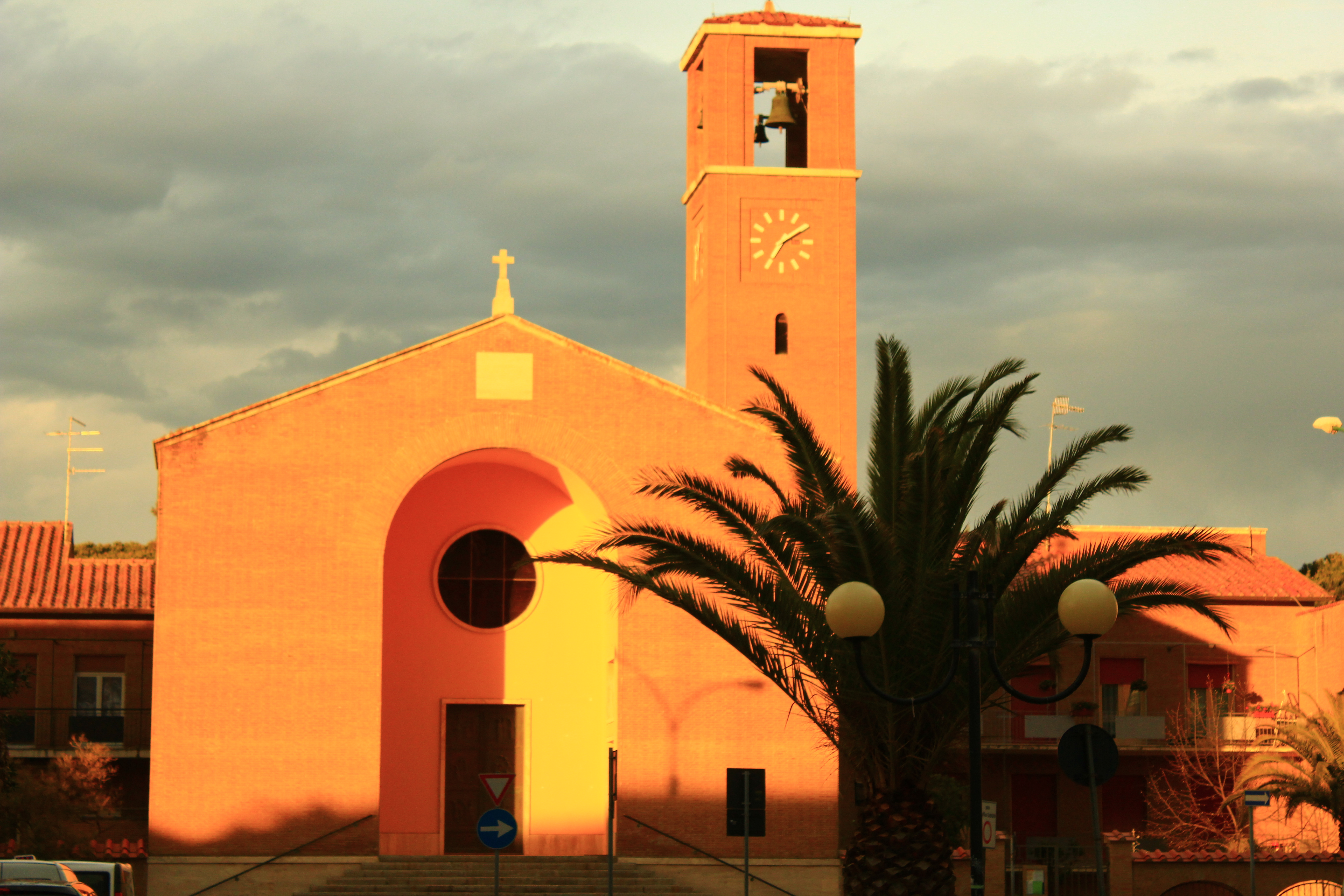
Церковь Сан-Рокко

В селении находится католическая церковь Сан-Рокко — приходская церковь Марина-ди-Гроссето.